# 戸矢治平
戸矢 治平（とや じへい、1872年7月29日（明治5年6月24日） - 1940年（昭和15年）10月11日）は、日本の実業家、政治家。
第8回衆議院議員(埼玉県郡部9) 

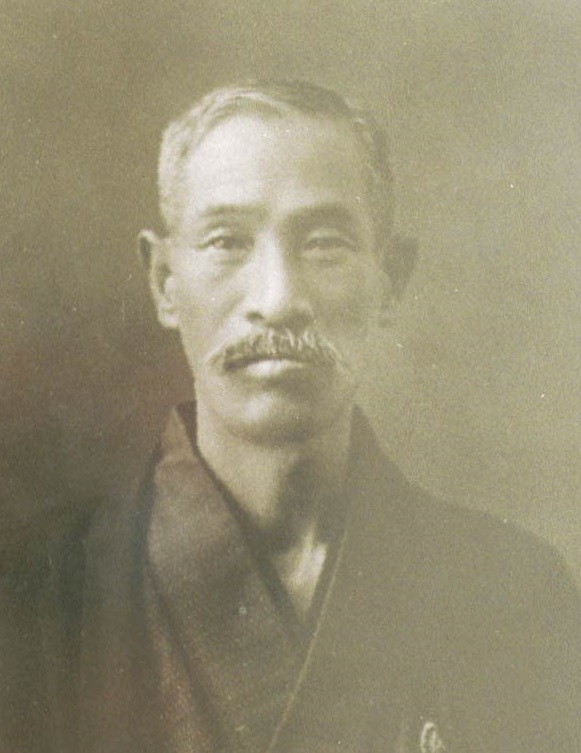
戸矢治平

- 賀美郡堤村(のち児玉郡七本木村、現上里町)生まれ。
- 1888年(明治21年)中村正直に漢学を学ぶ。
- 1891年(明治24年)フレデリック・ウォーリントン・イーストレイクに英語を学ぶ。
- 1892年(明治25年)東京法学院(中央大学)英法学科卒業。
- 1898年(明治31年)-1903年(明治36年)埼玉県会議員。
- 1903年(明治36年)第8回衆議院議員総選挙に選ばれ1期務めた。
- 1925年(大正14年)-1933年(昭和8年)七本木村会議員
- 1926年(昭和2年)から2年間七本木村長を務めた。

- 国神銀行　監査役
- 本庄商業銀行　監査役
- 本庄煙草会社　社長を務めた。
- 憲政党埼玉支部　幹事
- 立憲政友会埼玉支部　評議員